# Kiichiro Tachi
Kiichiro Tachi, né le 10 novembre 1949, est un ancien arbitre japonais de football. 

## Carrière
Il a officié dans des compétitions majeures : 
- Coupe du monde de football des moins de 20 ans 1991 (1 match)
- CAN 1992 (2 matchs)
- Jeux olympiques d'été de 1992 (1 match)